# Ulefone
Ulefone, celým názvem Gotron Group (HK) Co., Ltd., je čínský výrobce smartphonů založený v roce 2010. Sídlo firmy je v Šen-čenu, konkrétně v Shenzhen's Tsinghua Hi-tech Park. Ulefone vyrábí chytré telefony se systémem Android, které jsou dle jejich slov cenově přijatelné. Jejich produkty jsou prodávány do více než 40 zemí světa.

## Smartphony dle roku výroby

### 2018
- Ulefone T2 Pro[3]
- Ulefone Power 3S[4]
- Ulefone Armor 5[5]
- Ulefone Armor X[6]
- Ulefone X[7]
- Ulefone Power 5[8]
- Ulefone S9 Pro[9]